# Tessel van der Lugt
Tessel van der Lugt (Utrecht, 29 juli 1985) is een Nederlands radiomaker en artiestenmanager, bekend geworden als sidekick en producer voor BNN. Zij is de dochter van oud-3FM-zendercoördinator Paul van der Lugt. Vanaf 2005 was ze samen met Eddy Zoëy te horen op 3FM als Zoëy's copresentatrice in het programma Zoëyzo, waarin Zoëy haar steevast zijn "lieftallige en lekkere secretaresse" noemt.
Na de havo deed Van der Lugt de studie 'Kunst en Economie' richting Media aan de Hogeschool voor de Kunsten Utrecht in Hilversum. In 2005 begon ze met een stage bij BNN. Al snel werd ze gevraagd programma's te produceren voor verschillende 3FM-programma's, zoals Wout!, de Coen en Sander Show en Zoëyzo.
In juni 2006 trad Van der Lugt bij wijze van grap niet in het huwelijk met Eddy Zoëy. Speciaal voor het radioprogramma was een "niet-trouwendag" voor luisteraars van het programma georganiseerd, waarbij stellen elkaar met het nee-woord toch de eeuwige trouw konden beloven. Imca Marina was aanwezig als ambtenaar van de burgerlijke stand.
Op 14 december 2008 zond 3FM de laatste uitzending van Zoëyzo uit, omdat presentator Eddy Zoëy een te drukke agenda had. Timur Perlin nam het tijdstip over en Van der Lugt stopte met haar rol als sidekick van Zoëy. Ze bleef bij BNN werken en was van 2010 tot 2018 coördinator van de BNN-programma's op 3FM. 
Na haar afscheid als Hoofd Radio bij BNNVARA in 2018 begon Tessel haar eigen bedrijf: Wunderbaum Management. Ze verzorgt het management van personen binnen de media. 
Van der Lugt is sinds 2011 getrouwd met de Nederlandse programmamaker Sander Lantinga.